# Golog
Golog (chiń. 果洛藏族自治州, pinyin Guǒluò Zàngzú Zìzhìzhōu; tyb. མགོ་ལོག་བོད་རིགས་རང་སྐྱོང་ཁུལ་, Wylie Mgo-log Bod-rigs rang-skyong-khul) – tybetańska prefektura autonomiczna w Chinach, w prowincji Qinghai. Siedzibą prefektury jest powiat Maqên. W 1999 roku liczyła 128 606 mieszkańców.

## Podział administracyjny
Prefektura autonomiczna Golog podzielona jest na:
- 6 powiatów: Maqên, Baima, Gadê, Darlag, Jigzhi, Madoi.